# Wingy Manone

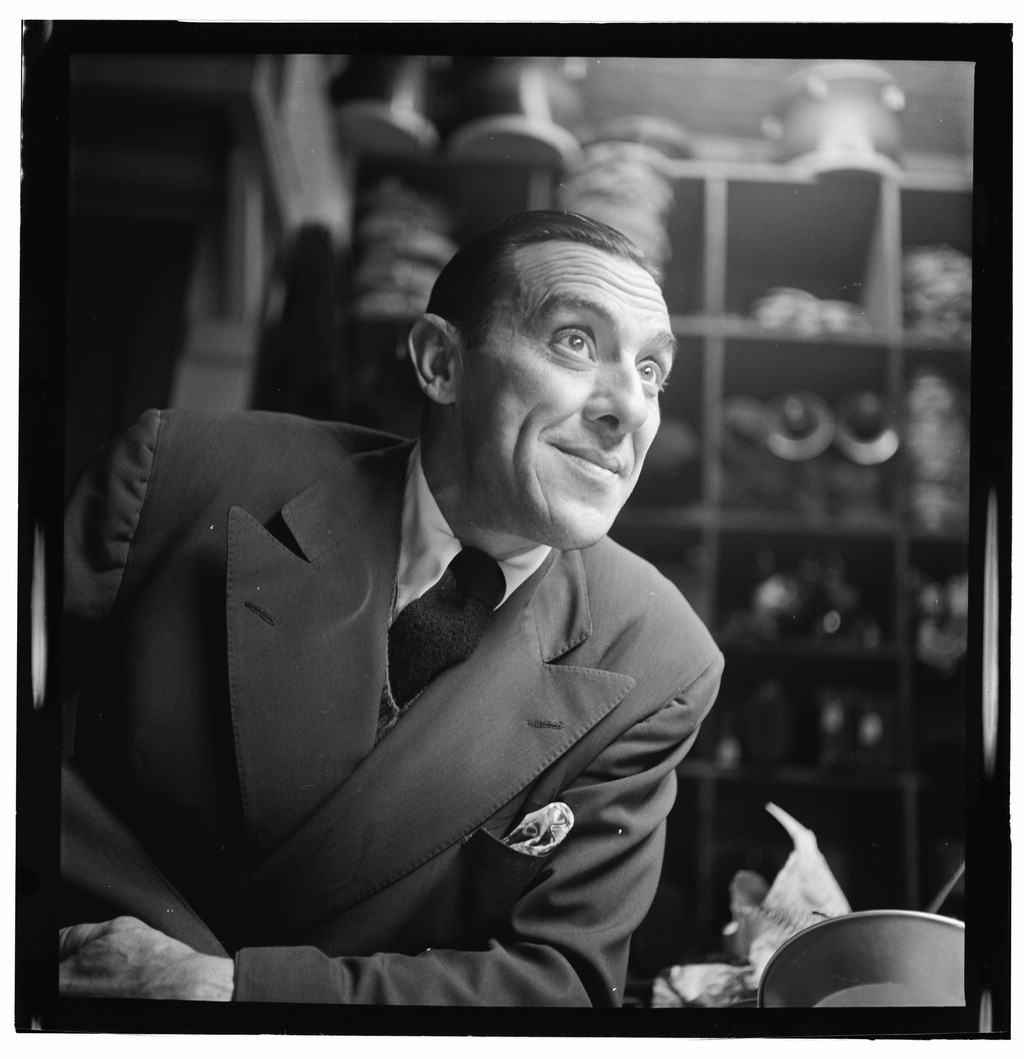
Wingy Manone (um 1947)

Joseph Matthews Mannone (* 13. Februar 1900 in New Orleans, Louisiana; † 9. Juli 1982 in Las Vegas, Nevada), besser bekannt als Wingy Manone, war ein US-amerikanischer Jazz-Trompeter, -Sänger und -Bandleader italienischer Abstammung.

## Biographie
Manone wurde 1900 in New Orleans, Louisiana geboren. Im Alter von zehn Jahren verlor er seinen rechten Arm bei einem Straßenbahnunfall, weshalb er während seiner Bühnenauftritte eine Armprothese trug.
Nachdem er mit verschiedenen Bands aus seiner Heimatstadt gespielt hatte, fing er in den 1920ern an, wahllos durch die USA zu reisen und arbeitete so unter anderem in Chicago und New York City. 1924 machte er mit den Arcadian Serenaders, die sich früher „The Original Crescent City Jazzers“ nannten, seine erste Aufnahme, bevor er 1927 mit seiner Band „Joe Manone's Harmony Kings“ eigene Aufnahmen kreierte. 1928 spielte er in Chicago, zog dann um nach New York, wo er 1929 mit den „Benny Goodman's Boys“ eine Platte aufnahm. Bald zog es ihn doch wieder zurück nach Chicago, wo er die Leitung der Band „Cellar Boys“ übernahm. 1934, nun wieder zurück in New York, landete er mit „Rhythm Is Our Business“ (#20) einen ersten Hit in den Charts, dem sieben weitere folgen sollten – einer der größten war „Isle of Capri“. Sein letzter Erfolgstitel im Juli 1938 war eine Version des populären Slim-Gaillard-Nonsens-Songs „The Flat Foot Floogie“. 1940 zog Manone nach Los Angeles, wo er in dem Film Rhythm on the River mitspielte. Er trat in Las Vegas auf und entschied sich, dort hinzuziehen. Manone spielte noch bis weit in die 1970er Jahre. 1982 starb er in Las Vegas.

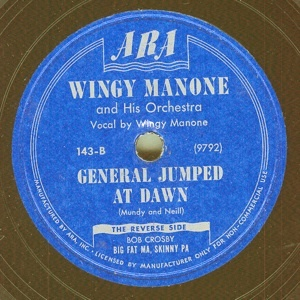
Wingy Manone Orchestra:
„General Jumped at Dawn“

1948 erschien seine Autobiographie „Trumpet on the Wing“.

## Sammlung
- The Complete Brunswick & Vocalion Recordings of Louis Prima and Wingy Manone (1924–1937) – (Mosaic – 2002) – 6 CDs – Wingy Manone tp & voc  mit Red Nichols, Miff Mole, Pee Wee Russell, Arthur Schutt, Vic Berton, Eddie Miller, Matty Matlock, Nappy Lamare, Harry Goodman b, Ray Bauduc, Floyd O’Brien tb, Dicky Wells, Artie Shaw, Bud Freeman, Teddy Wilson, John Kirby, Kaiser Marshall, Santo Pecora, Sidney Arodin, Will Bradley tb, Arthur Rollini, Joe Venuti, Joe Marsala, Carmen Mastren, Sid Weiss, Jack Teagarden, Johnny Mercer voc – weitere Details siehe Louis Prima

## Filmografie
- 1940: Rhythm on the River
- 1943: Hi ‘ya, Sailor
- 1944: Trocadero